# Nick Eversman
Nick Eversman (Madison, 15 febbraio 1986) è un attore statunitense.

## Biografia
Nel 2011 Eversman ha interpretato la parte del co-protagonista Steven nel film horror Hellraiser: Revelations di Víctor García. Nel 2012 ha avuto una parte nel film per la televisione Cinema Verite, pellicola candidata a numerosi premi Emmy e Golden Globe. A partire dallo stesso anno è tra i personaggi principali della serie televisiva statunitense Missing, interpretando Michael, il figlio della protagonista Becca Winstone.

## Filmografia

### Cinema
- The Kari Files, regia di Greg Grabianski – cortometraggio (2009)
- Innocent, regia di Aram Rappaport (2009)
- The Runaways, regia di Floria Sigismondi (2010)
- Mordimi (Vampires Suck), regia di Jason Friedberg e Aaron Seltzer (2010)
- Hellraiser: Revelations, regia di Víctor García (2011)
- Urban Explorer, regia di Andy Fetscher (2011)
- Deep Dark Canyon, regia di Abe Levy e Silver Tree (2013)
- Oltre il male (At the Devil's Door), regia di Nicholas McCarty (2014)
- A Reason, regia di Dominique Schilling (2014)
- Get on Up - La storia di James Brown (Get on Up), regia di Tate Taylor (2014)
- Wild, regia di Jean-Marc Vallée (2014)
- L'A.S.S.O. nella manica (The DUFF), regia di Ari Sandel (2015)
- Game of Scones, regia di Louis Allen – cortometraggio (2015)
- Pretty Boy, regia di Cameron Thrower – cortometraggio (2015)
- Victor, regia di Brandon Dickerson (2015)
- Billy Boy, regia di Bradley Buecker (2017)
- Juveniles, regia di Nico Sabenorio (2018)
- Chapstick, regia di Wes Weitzenhoffer – cortometraggio (2020) uscito in home video

### Televisione
- A Marriage, regia di Marshall Herskovitz – film TV (2009)
- Ghost Whisperer - Presenze (Ghost Whisperer) – serie TV, episodio 5x12 (2010)
- CSI: Miami – serie TV, episodio 8x14 (2010)
- Dr. House - Medical Division (House, M.D.) – serie TV, episodio 6x16 (2010)
- NCIS - Unità anticrimine (NCIS) – serie TV, episodio 8x15 (2011)
- Cinema Verite, regia di Shari Springer Berman e Robert Pulcini – film TV (2011)
- Missing – serie TV, 7 episodi (2012)
- The Tomorrow People – serie TV, 2 episodi (2013)
- Agents of S.H.I.E.L.D. – serie TV, 1 episodio (2015)
- C'era una volta (Once Upon a Time) – serie TV, episodio 6x06-6x15 (2016-2017)
- Nel letto del nemico (Mother, May I Sleep with Danger?), regia di Melanie Aitkenhead – film TV (2016)
- When We Rise – miniserie TV, 2 episodi (2017)
- Philip K. Dick's Electric Dreams – serie TV, 1 episodio (2015)
- The Good Lord Bird - La storia di John Brown (The Good Lord Bird) – miniserie TV, 7 episodi (2020)

## Doppiatori italiani
Nelle versioni in italiano delle opere in cui ha recitato, Nick Eversman è stato doppiato da:
- Daniele Giuliani in CSI: Miami, Missing
- Federico Viola in Agents of S.H.I.E.L.D., C'era una volta
- Alessio De Filippis in Dr. House - Medical Division
- Gianluca Musiu in Mordimi
- Marco Vivio in Ghost Whisperer - Presenze
- Mirko Mazzanti in NCIS - Unità anticrimine
- Stefano Sperduti in Cinema Verite
- Paolo Vivio in Wild
- Alessandro Campaiola ne L'A.S.S.O. nella manica
- Manuel Meli in When We Rise
- Federico Campaiola in The Good Lord Bird - La storia di John Brown